# Směr větru
Směrem větru se rozumí směr, odkud vítr vane. Nejčastěji se jím rozumí horizontální složka. Udává se obvykle v úhlových stupních od 1 do 360° stupňů. Například čistý severní vítr má hodnotu 360°, čistý východní 90°, jižní 180° a západní 270°. Pokud je někde uveden vítr např. 135° jedná se o jihovýchodní směr.
Při pozorováních se udává průměrná hodnota směru větru, obvykle se počítá z posledních 10 minut před termínem pozorování.
Na meteorologických stanicích umístěných do 1 šířkového stupně od zeměpisných pólů se azimut 0° umísťuje ve směru nultého poledníku.

## Stáčení větru s výškou
Vítr má na severní polokouli většinou tendenci stáčet se s nadmořskou výškou směrem vpravo (na jižní polokouli je to naopak) což znamená, že fouká-li při zemi západní vítr (270°), je pravděpodobné, že s výškou se bude měnit na severozápadní.
Ke směru větru se váže jeho rychlost, kdy se mezi zkušenými piloty traduje (časem ověřená zkušenost), že západní vítr chodí večer spát a východní ráno vstává. Znamená to, že pokud fouká přes den západní vítr, je pravděpodobné, že bude s nastupujícím večerem postupně slábnout. Naproti tomu fouká-li zrána východní vítr, dá se očekávat jeho plynulé zesilování. [zdroj?]
Směr větru se většinou určuje pomocí větrného rukávu, nebo pomocí směrovek.

## Galerie

Mapová značka: Západní vítr (sever k hornímu okraji; střed značky v pravém konci vodorovné čáry)
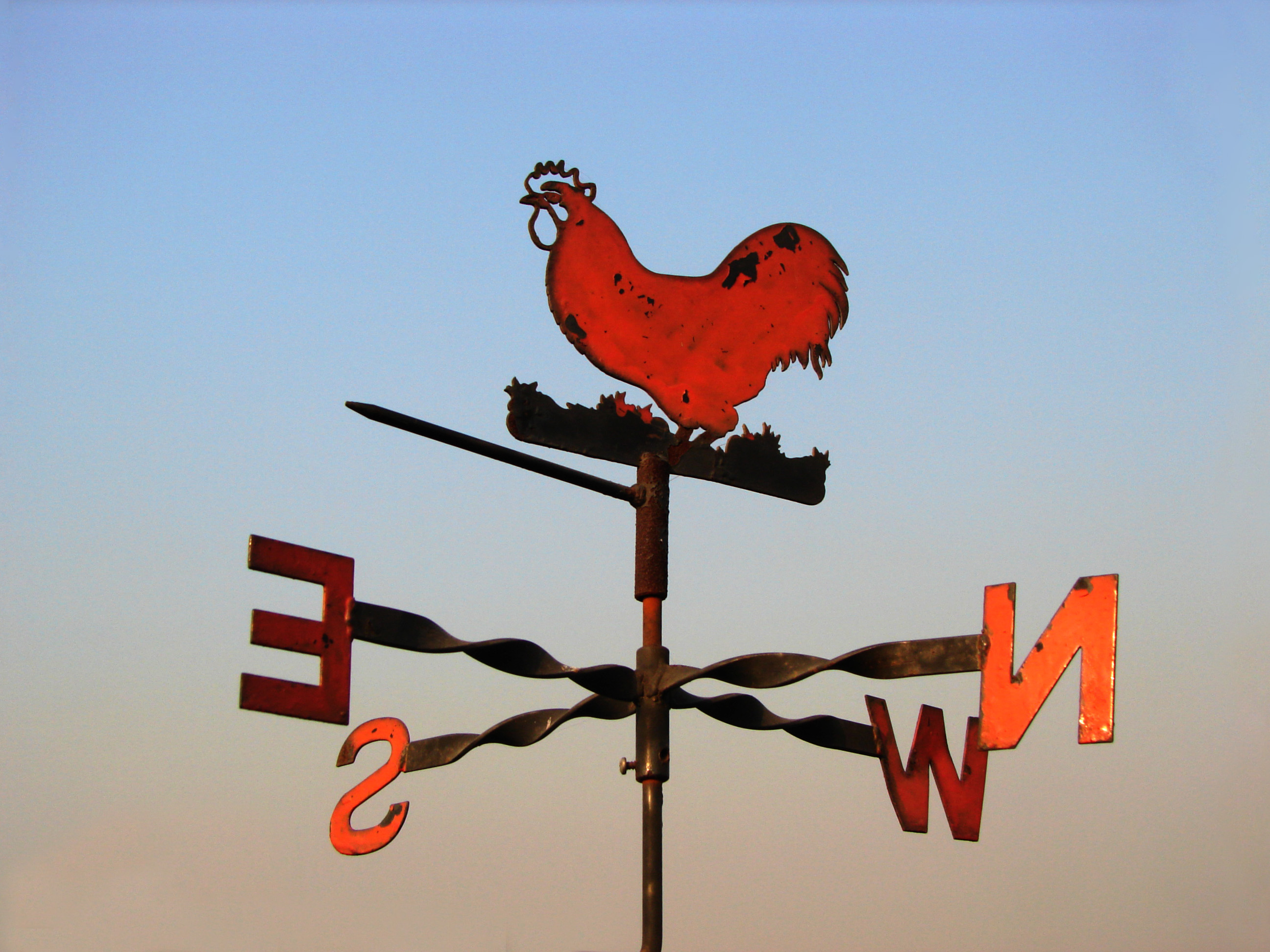
Větrná korouhev
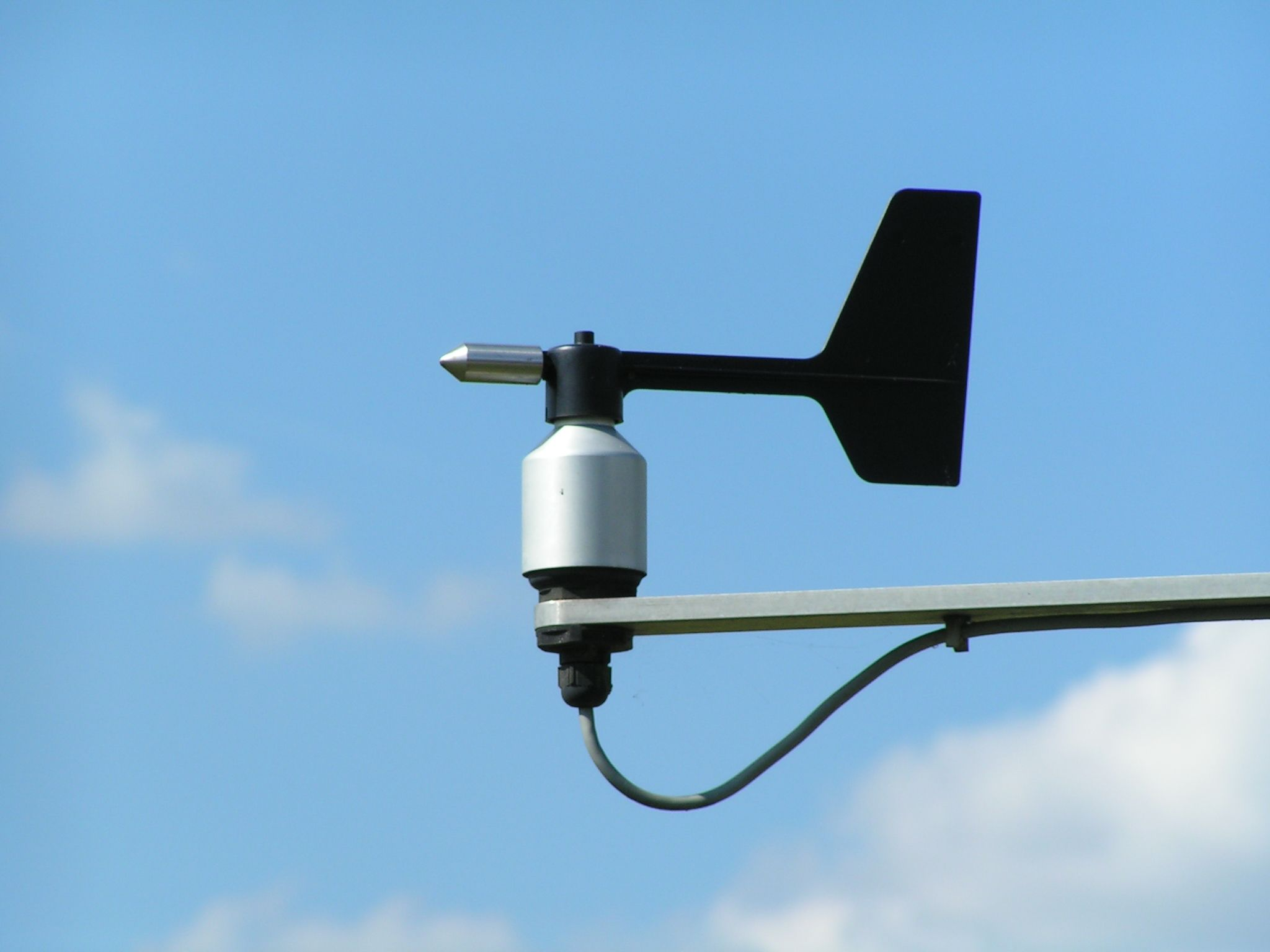
Větrná směrovka